# لوغان غرين
لوغان غرين (بالإنجليزية: Logan Green)‏ هو شخصية أعمال أمريكي، ولد في 12 ديسمبر 1973.